# ذفرة متناقضة
ذفرة متناقضة (الاسم العلمي:Cleome paradoxa) هي نوع من النباتات تتبع جنس الذفرة من الفصيلة الذفرية.